# Ceftizoxima
La Ceftizoxima (Ceftizoxime, Cefizox®) è un principio attivo antibatterico che rientra fra le cefalosporine semisintetiche (agenti battericidi), di terza generazione.

## Indicazioni
È un farmaco ad ampio spettro. Può essere usato contro Staphylococcus aureus, Streptococcus pneumoniae, Streptococcus spp., Haemophilus influenzae, Moraxella catarrhalis, Neisseria meningitidis, Neisseria gonorrhoeae, Enterobacteriaceae, Escherichia coli.

## Meccanismo d'azione
Come tutte le cefalosporine, esplica la sua attività battericida, interferendo con la barriera cellulare batterica, ed inibendo il "cross-linking" dei peptidoglicani.
Le cefalosporine sono anche note perché giocano un ruolo chiave nell'attivazione dell'auto-lisi della cellula batterica.

## Dosaggi
Dosi per adulti
- Gonorrea: 1 g IM per una dose
- Infezioni della pelle e/o dei tessuti subcutanei: 1 g IV/IM, ogni 8-12 ore
- Infezioni intra-addominali: 1 g IV/IM, ogni 8-12 ore
- Meningite: 1/2 g IV/IM, ogni 8-12 ore

Dosi pediatriche
- 100–200 mg/kg al giorno distribuite ogni 6-8 ore

## Controindicazioni
Sconsigliato in soggetti con insufficienza renale.
Da evitare in caso di gravidanza (categoria B: non sono evidenziati al momento rischi, ma gli studi sono inadeguati), ipersensibilità nota al farmaco o in casi di allergia alle penicilline e attacchi epilettici.
Sconsigliato inoltre in soggetti che presentano disturbi gastrointestinali (particolarmente coliti).

## Interazione con farmaci
Vaccino della Tifoide: diminuisce la risposta immunologica al vaccino della tifoide.

## Effetti indesiderati
Fra gli effetti collaterali più frequenti si riscontrano senso di agitazione, vomito, vertigini, orticaria, cefalea, nausea, diarrea, dolore addominale, prurito, eosinofilia.